# Portrait d'homme (Titien, Besançon)
Pour les articles homonymes, voir Portrait d'homme.
Portrait d'homme est un tableau réalisé par le peintre italien Titien entre 1515 et 1520. De format vertical, cette huile sur toile est le portrait en buste sur fond noir d'un homme barbu coiffé d'un chapeau noir. Legs de Jean Gigoux en 1894, l'œuvre est conservée au musée des Beaux-Arts et d'Archéologie de Besançon, à Besançon, dans le Doubs, en France,.